# América 24
América 24, récemment appelée A 24, est une chaîne câblée d' information argentine . Fondée en 2005 par PRAMER, elle a remplacé une précédente chaîne d'information 24 heures sur 24 et 7 jours sur 7, CVN (Cablevision Noticias). 